# 朝日交通 (呉市)

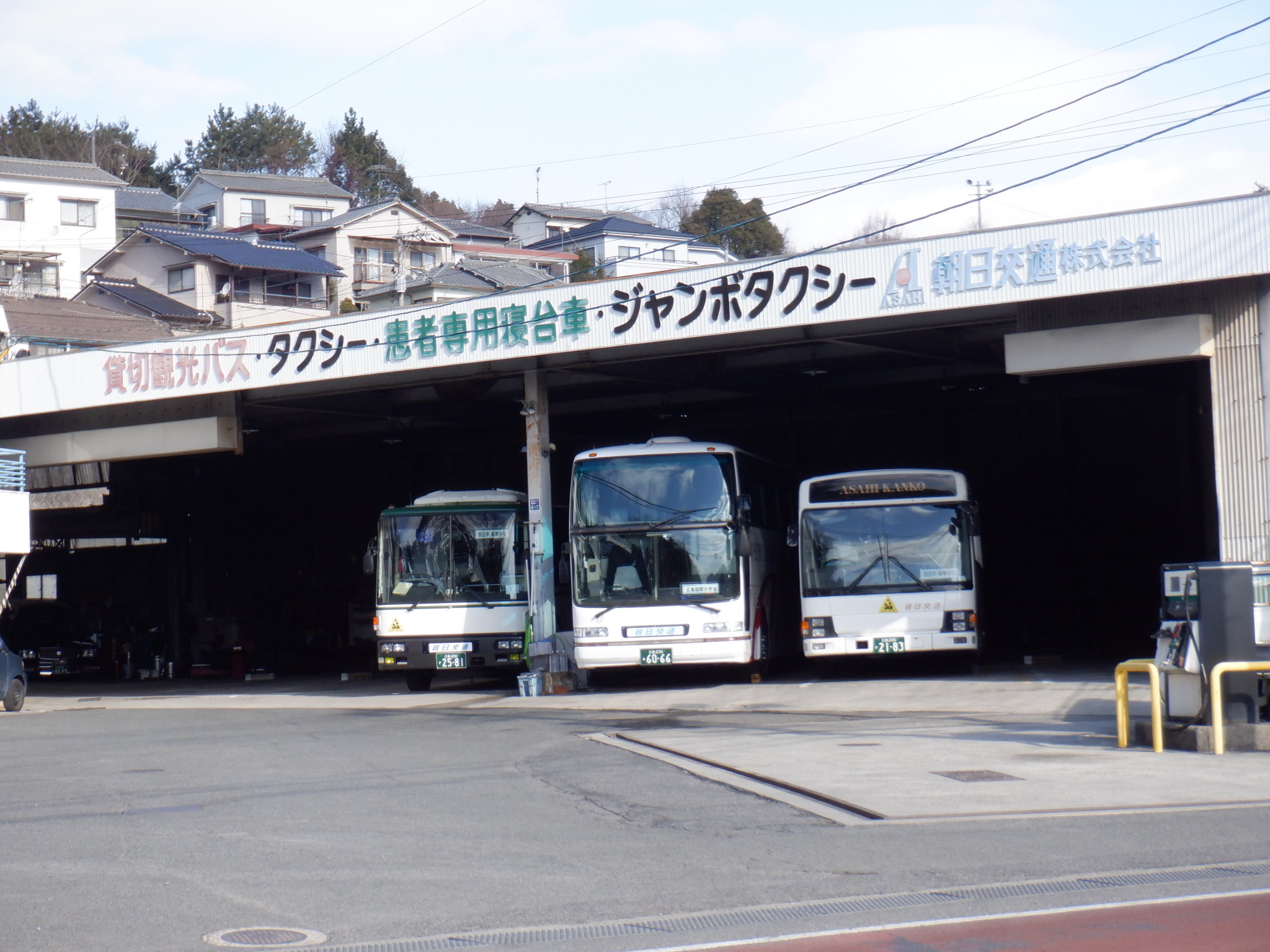
朝日交通焼山営業所

朝日交通株式会社（あさひこうつう、英文社名：ASAHI-KOUTSU Co.,ltd.）は、 広島県呉市に本社を置く運輸業者。主にタクシー事業、貸切バス事業を営む。
日本バス協会傘下の広島県バス協会会員、PASPY加盟事業者。

## 概要
営業区域は、タクシー事業は　呉市・広島交通圏（広島市、廿日市市、府中町、海田町、熊野町、坂町、東広島市）、貸切バスは広島県全域。また一般貨物自動車運送事業として霊柩車などを保有しており、営業区域は広島県全域である。
タクシー事業・貸切バス事業のほか、乗合バス事業にも参入し、呉市のコミュニティバス「呉市生活バス」のうち、昭和地区（焼山町域）で運行する「昭和循環線（北コース・中央コース・南コース）」の運行を受託している。
また、2022年10月より「阿戸線バス」が広電バスより移管され、朝日交通が運行している。

## 沿革
1954年8月24日に設立された。
2014年より、広電バスから移管された呉市生活バスの運行を行っている。運行開始当初は昭和循環線（北コース）のみの運行だったが、2019年の新規路線移管・路線再編による運行委託事業者変更により、昭和循環線（中央コース）、昭和循環線（南コース）の運行も朝日交通の担当となった。
また、2022年10月には、広電バス「阿戸線」が車両4台（うち2台はひろでんモビリティサービスから移籍の小型車両）と共に移管され、「阿戸線バス」として運行を開始している。

## 本社・事業所
2024年現在、以下の6つの営業所がある。
- 本社 - 広島県呉市朝日町5番10号
- 広営業所 - 呉市広古新開7丁目26-12
- 焼山営業所（タクシー配車センター）- 広島県呉市焼山北1丁目13-2
- 焼山北営業所（バスセンター）- 広島県呉市焼山北3丁目1-8
- 黒瀬営業所 - 広島県東広島市黒瀬町乃美尾1106-1
- 熊野営業所 - 広島県安芸郡熊野町萩原9丁目13-11

## 車両
2024年時点で、以下の車両を保有する。
- タクシー車両：87台
  - うち、ジャンボタクシー6台、患者専用寝台車1台
- 貸切バス車両：41台
- 乗合バス車両：5台
- 霊柩車：7台